# 福南梅森
福南梅森（英語：Fortnum & Mason，简称“Fortnum's”）是英国伦敦皮卡迪利街的著名食品商店和百货公司，销售高级食品和其他奢侈品。
福南梅森在伦敦的聖潘克拉斯車站和希思罗机场，以及迪拜开有分店。除此之外福南梅森的产品在世界各地的百货公司和食品商店有售，例如中國北京的新光天地以及香港的連卡佛等。2019年，於香港K11 MUSEA開設分店。

## 历史

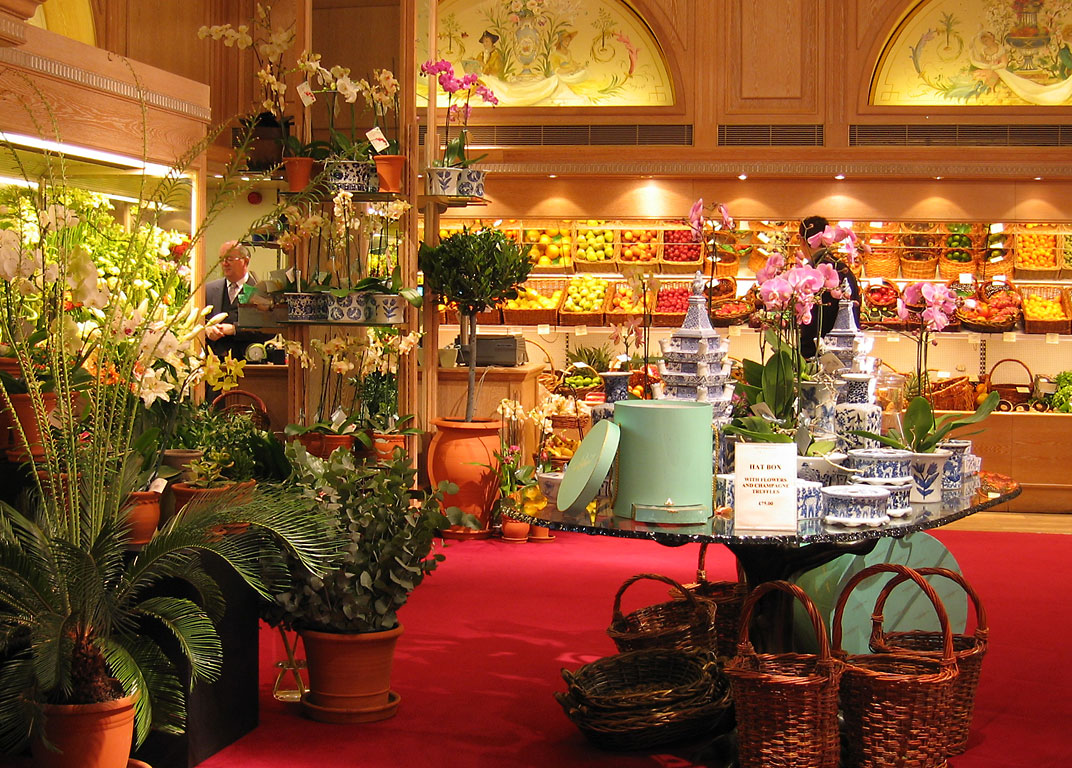
福南梅森的鲜花和水果柜台

福南梅森的伦敦店创立于1707年，地址至今仍在皮卡迪里181号，是英国最著名的品牌之一。最近150年来福南梅森持有过多个皇家認證，现在持有为女王伊丽莎白二世提供食品杂货及食料和为王储威尔士亲王提供茶叶及食品杂货的認證。
福南梅森最早的创始人之一是威廉·福南，是安妮女王的内廷男仆。由于皇室要求宫内每天晚上都换上新蜡烛，因此每天产生大量的半截蜡烛，福南看到商机将用剩的蜡烛倒卖到宫外，并同时开始在宫外经营杂货生意。1707年，他说服房东休·梅森入伙，利用梅森在皇宫附近圣雅各市场的铺子创办了第一家福南梅森杂货铺。福南梅森自称在1738年发明了蘇格蘭蛋。1761年，威廉·福南的孙子查理·福南入宫成为沙洛特皇后的仆从，福南梅森利用这一皇室关系开始扩展生意。店铺开始进货特殊食品，包括新鲜禽类及包裹肉冻的野禽等奢侈熟食。
拿破仑战争期间，福南梅森食品店为英军军官提供干果、香料以及其他南北货。维多利亚女王时代，宫廷开始从福南梅森订购宫内庆典所需的食品。1886年，福南梅森成为英国第一家出售听装焗豆的商店。
1951年，福南梅森被加拿大商人W·加菲尔德收购。1964年，他购置了一座四吨重的音乐自鸣钟，放置在店门上方，每小时敲钟时两尊四英尺高的福南和梅森活动人偶会相互鞠躬。
2007年為紀念公司成立300周年，福南梅森花費2400萬英鎊重新裝修。

## 外部連接
维基共享资源上的相關多媒體資源：福南梅森
- 官方网站

51°30′30″N 0°08′18″W / 51.5083°N 0.1384°W